# علم جامعة الدول العربية
علم جامعة الدول العربية مكون من أرضية خضراء، تمثل في أعلام إسلامية وعربية كثيرة، مثل السعودية، ويتوسط الخلفية الخضراء شعار الجامعة وهو، مكون من غصنا زيتون دائري، وبالداخل سلاسل على شكل دائري لونها ذهبي مكون من 22 حلقة تمثل 22 عضو فيتتتهدي الوسط هلال أبيض، و في وسطه اسم المنظمة
تطور العلم خلال 60 عاما على ثلاث مراحل. أول علم كان مطابق للعلم الحالي مع اختلاف الألوان. فكانت السلاسل باللون الأحمر واسم المنظمة باللون الذهبي وكانت الخلفية أغمق من الأخضر الحالي.
مع مرور الوقت أنشئ أعلام للقمم العربية. واعتبرت أعلام لرئيس القمة، وأخذت شكل قريب من علم المنظمة ولكن بخلفية بيضاء.